# Dan Chandler (zapaśnik)
Daniel Christie „Dan” Chandler (ur. 29 listopada 1951 w Minneapolis) – amerykański zapaśnik w stylu klasycznym. Dwukrotny uczestnik Igrzysk Olimpijskich w wadze do 82 kg. Odpadł w eliminacjach turnieju w Montrealu 1976 i Los Angeles 1984.
Zajął piąte miejsce na mistrzostwach świata 1979; szóste w 1977 i 1978; dwunaste w 1983 i odpadł w eliminacjach w 1975 i 1981. Mistrz Igrzysk Panamerykańskich z 1975 i 1979 roku. W młodości reprezentant Uniwersytetu Minnesota. Po zakończeniu kariery trener zapasów. Kilka razy prowadził reprezentację USA. Sześciokrotnie wybierany trenerem roku zapasów w stylu klasycznym w USA (1994, 1995, 1997, 1999, 2000, 2012).